# Wiktor Markowicz
Wiktor Markowicz (ur. 6 lipca 1944) – polski i amerykański przedsiębiorca i brydżysta, Arcymistrz (PZBS), World Master oraz Seniors Grand Master (WBF), European Grand Master w kategorii seniorów (EBL). Do 2008 w statystykach WBF był przypisany do Stanów Zjednoczonych.

## Życiorys
Pochodzi z rodziny żydowskiej. Urodził się za Bajkałem w Związku Radzieckim, gdzie jego rodzice przebywali na zesłaniu. W 1946 jako repatriant powrócił do Polski i rozpoczął studia matematyczne na Uniwersytecie Warszawskim, które po wyjeździe w 1964 do Izraela kontynuował w Instytucie Technologii Technion w Hajfie. Jest twórcą oprogramowania pierwszego komercyjnego komputera izraelskiego ELBIT-100.
W 1970 wyemigrował do Stanów Zjednoczonych. Był projektantem pierwszej amerykańskiej loterii stanowej w New Jersey. Współzałożył GTECH Corporation – firmę projektującą systemy loteryjne, również dla loterii państwowych w większości stanów amerykańskich oraz w 40 krajach na pięciu kontynentach. Był także właścicielem koni wyścigowych i producentem filmowym. Zamieszkał w Nowym Jorku i na Florydzie.
Był jednym z pierwszych donatorów Muzeum Historii Żydów Polskich Polin. Jest współzałożycielem Północnoamerykańskiego Komitetu Wspierania Muzeum, a także od 2008 członkiem Rady Muzeum.

## Wyniki brydżowe

### Olimpiady
Na olimpiadach uzyskał następujące rezultaty:
| Olimpiady brydżowe. Zawody teamów | Olimpiady brydżowe. Zawody teamów | Olimpiady brydżowe. Zawody teamów | Olimpiady brydżowe. Zawody teamów | Olimpiady brydżowe. Zawody teamów | Olimpiady brydżowe. Zawody teamów |
| Rok                               | Miejsce                           | Zawody                            | Kategoria                         | Drużyna                           | Pozycja                           |
| --------------------------------- | --------------------------------- | --------------------------------- | --------------------------------- | --------------------------------- | --------------------------------- |
| 2012                              | Lille                             | 2. Olimpiada Sportów Umysłowych   | Seniorzy                          | Poland                            | 9                                 |

### Zawody światowe
W światowych zawodach zdobył następujące lokaty:
| Zawody Światowe. Konkurencja teamów | Zawody Światowe. Konkurencja teamów | Zawody Światowe. Konkurencja teamów | Zawody Światowe. Konkurencja teamów | Zawody Światowe. Konkurencja teamów | Zawody Światowe. Konkurencja teamów |
| Rok                                 | Miejsce                             | Zawody                              | Kategoria                           | Drużyna                             | Pozycja                             |
| ----------------------------------- | ----------------------------------- | ----------------------------------- | ----------------------------------- | ----------------------------------- | ----------------------------------- |
| 2013                                | Nusa Dua                            | 41. Mistrzostwa Świata Teamów       | Seniorzy                            | Poland                              | 3                                   |
| 2011                                | Veldhoven                           | 40 Mistrzostwa Świata Teamów        | Seniorzy                            | Poland                              | 3                                   |
| 2010                                | Filadelfia                          | 13 Seria Mistrzostw Świata          | Seniorzy                            | Markowicz                           | 2                                   |
| 2009                                | São Paulo                           | 39 Mistrzostwa Świata Teamów        | Seniorzy                            | Poland                              | 2                                   |
| 2007                                | Szanghaj                            | 38 Mistrzostwa Świata Teamów        | Trans                               | Markowicz                           | 5                                   |
| 2006                                | Werona                              | 12 Mistrzostwa Świata               | Open                                | Markowicz                           | 83                                  |
| 2006                                | Werona                              | 12 Mistrzostwa Świata               | Seniorzy                            | Markowicz                           | 1                                   |
| 2005                                | Estoril                             | 37 Mistrzostwa Świata Teamów        | Trans                               | Markowicz                           | 70                                  |
| 2003                                | Monte Carlo                         | 36 Mistrzostwa Świata Teamów        | Trans                               | Markowicz                           | 24                                  |
| 2002                                | Montreal                            | 11 Mistrzostwa Świata               | Seniorzy                            | Markowicz                           | 13                                  |
| 2001                                | Paryż                               | 35 Mistrzostwa Świata Teamów        | Trans                               | Markowicz                           | 23                                  |
| 2000                                | Southampton                         | 34 Mistrzostwa Świata Teamów        | Trans                               | Markowicz                           | 52                                  |

| Zawody Światowe. Konkurencja par | Zawody Światowe. Konkurencja par | Zawody Światowe. Konkurencja par | Zawody Światowe. Konkurencja par | Zawody Światowe. Konkurencja par | Zawody Światowe. Konkurencja par |
| Rok                              | Miejsce                          | Zawody                           | Kategoria                        | Partner                          | Pozycja                          |
| -------------------------------- | -------------------------------- | -------------------------------- | -------------------------------- | -------------------------------- | -------------------------------- |
| 2010                             | Filadelfia                       | 13 Mistrzostwa Świata            | Seniorzy                         | Julian Klukowski                 | 4                                |
| 2006                             | Werona                           | 12 Mistrzostwa Świata            | Seniorzy                         | Jerzy Zaręba                     | 89                               |
| 2002                             | Montreal                         | 11 Mistrzostwa Świata            | Seniorzy                         | Julian Klukowski                 | 18                               |

### Zawody europejskie
W europejskich zawodach zdobył następujące lokaty:
| Zawody europejskie. Konkurencja teamów | Zawody europejskie. Konkurencja teamów | Zawody europejskie. Konkurencja teamów | Zawody europejskie. Konkurencja teamów | Zawody europejskie. Konkurencja teamów | Zawody europejskie. Konkurencja teamów |
| Rok                                    | Miejsce                                | Zawody                                 | Kategoria                              | Drużyna                                | Pozycja                                |
| -------------------------------------- | -------------------------------------- | -------------------------------------- | -------------------------------------- | -------------------------------------- | -------------------------------------- |
| 2012                                   | Dublin                                 | 51. Mistrzostwa Europy Teamów          | Seniorzy                               | Poland                                 | 2                                      |
| 2010                                   | Ostenda                                | 50 Mistrzostwa Europy Teamów           | Seniorzy                               | Poland                                 | 1                                      |
| 2009                                   | San Remo                               | 4 Otwarte Mistrzostwa Europy           | Seniorzy                               | Markowicz                              | 18                                     |
| 2007                                   | Antalya                                | 3 Otwarte Mistrzostwa Europy           | Seniorzy                               | Markowicz                              | 3                                      |
| 2005                                   | Teneryfa                               | 2 Otwarte Mistrzostwa Europy           | Seniorzy                               | Klukowski                              | 5                                      |
| 2003                                   | Mentona                                | 1 Otwarte Mistrzostwa Europy           | Seniorzy                               | Markowicz                              | 5                                      |
| 2001                                   | Teneryfa                               | 45 Mistrzostwa Europy Teamów           | Seniorzy                               | Poland 2                               | 10                                     |

| Zawody europejskie. Konkurencja par | Zawody europejskie. Konkurencja par | Zawody europejskie. Konkurencja par | Zawody europejskie. Konkurencja par | Zawody europejskie. Konkurencja par | Zawody europejskie. Konkurencja par |
| Rok                                 | Miejsce                             | Zawody                              | Kategoria                           | Partner                             | Pozycja                             |
| ----------------------------------- | ----------------------------------- | ----------------------------------- | ----------------------------------- | ----------------------------------- | ----------------------------------- |
| 2009                                | San Remo                            | 4 Otwarte Mistrzostwa Europy        | Seniorzy                            | Szelomo Zeligman                    | 46                                  |
| 2005                                | Teneryfa                            | 2 Otwarte Mistrzostwa Europy        | Seniorzy                            | Julian Klukowski                    | 35                                  |
| 2003                                | Mentona                             | 1 Otwarte Mistrzostwa Europy        | Seniorzy                            | Julian Klukowski                    | 89                                  |
| 2001                                | Sorento                             | 11 Otwarte Mistrzostwa Europy Par   | Seniorzy                            | Karol Mykietyn                      | 21                                  |

## Klasyfikacje brydżowe
- Wiktor Markowicz – klasyfikacja PZBS
- Wiktor Markowicz – klasyfikacja EBL (ang.)
- Wiktor Markowicz – klasyfikacja WBF (ang.)

## Odznaczenia
- Ellis Island Medal of Honor
- Krzyż Komandorski Orderu Zasługi Rzeczypospolitej Polskiej